# Halictus quadripartitus
Halictus quadripartitus är en biart som beskrevs av Blüthgen 1923. Halictus quadripartitus ingår i släktet bandbin, och familjen vägbin. Inga underarter finns listade i Catalogue of Life.